# Aloe antonii
Aloe antonii (укр. Алое антоні, Алое Антонуана)  — сукулентна рослина роду алое.

## Етимологія
Видова назва походить від імені Антонуана Кастійона — онука автора опису цього виду алое.

## Морфологічна характеристика
Деревоподібне алое. Форма листя і габітус подібні з Aloe vaombe (Decorse & Poisson), але рослина відрізняється довгим струнким стеблом, з безліччю вовчків по всій довжині, листям з короткими і тонкими основами, китицями з рідко розташованими квітками з відмінними приквітками.

## Місця зростання
На крейдяних схилах, званих «цинги» (Tsingy), біля селища Бекопака (Bekopaka), на заході гряди Бемараха (Bemaraha) острова Мадагаскар, провінція Махадзанга, регіон Мелакі.

## Історія
Aloe antonii був знайдений на західному узбережжі Мадагаскара у травні 2006 року і описаний французьким ботаніком Жаном-Бернаром Кастійоном у вересні того ж року в журналі Британського товариства любителів кактусів і сукулентів (англ. British Cactus & Succulent Society) «CactusWorld».